# Heteroleuca subvenata
Heteroleuca subvenata är en fjärilsart som beskrevs av W. Warren 1905. Heteroleuca subvenata ingår i släktet Heteroleuca och familjen mätare. Inga underarter finns listade i Catalogue of Life.